# Nyutakh
Nyutakh är en ort i Azerbajdzjan.   Den ligger i distriktet Quba Rayonu, i den nordöstra delen av landet, 120 km nordväst om huvudstaden Baku. Nyutakh ligger 1 015 meter över havet och antalet invånare är 155.
Terrängen runt Nyutakh är kuperad åt nordost, men åt sydväst är den bergig. Runt Nyutakh är det ganska glesbefolkat, med 47 invånare per kvadratkilometer.. Närmaste större samhälle är Xaltan, 2,3 km söder om Nyutakh. 
Trakten runt Nyutakh består till största delen av jordbruksmark.